# Farfisa
Farfisa, acronimo di FAbbriche Riunite di FISArmoniche, era un'azienda di forniture elettroniche con sede legale a Potenza Picena (MC). Il suo marchio è comunemente associato alla nota serie di organi elettrici e sintetizzatori multitimbrici. Al culmine della sua fama, la Farfisa era proprietaria di tre stabilimenti per la produzione di strumenti musicali.
L'azienda ha lasciato un'impronta indelebile nel rock degli anni '70, con i suoi organi utilizzati da band leggendarie come Genesis, Led Zeppelin e soprattutto Pink Floyd.

## Storia dell'azienda
Nata nel 1946 dall'unione di tre storiche aziende di fisarmoniche (Paolo Settimio Soprani di Castelfidardo, F.lli Scandalli di Camerano e Frontalini di Numana), la "FAbbriche Riunite di FISArmoniche" FARFISA si afferma rapidamente come un punto di riferimento nel settore. Inizialmente focalizzata sulla produzione di fisarmoniche, l'azienda marchigiana intraprende negli anni '50 una diversificazione produttiva, introducendo strumenti come chitarre, pianoforti e organi.
La vera svolta arriva negli anni '60 con l'avvento dell'elettronica, che trasforma radicalmente la produzione della Farfisa. Organi elettronici come il Compact diventano iconici e plasmano il suono di generazioni di musicisti, contribuendo a definire il sound del rock e della musica pop degli anni '70.
Nel 1967 come divisione interna dell'azienda nasce la Citofonia Farfisa; nel 1993 la divisione si rende indipendente, quindi ha ragione sociale autonoma ma mantiene il marchio. Tra il 1969 ed il 1998 la l'azienda ha prodotto pianoforti acustici verticali con il marchio Furstein.
Parallelamente alla produzione di strumenti musicali, la Farfisa si espande nel settore dell'elettronica di consumo, producendo anche giradischi e televisori. Questa diversificazione, unita a una serie di acquisizioni e a un contesto economico sfavorevole, porta l'azienda a una profonda crisi negli anni '80. Dopo essere stata acquisita dalla Bontempi, un'altra storica azienda di fisarmoniche, la Farfisa viene infine assorbita dalla Comus, che cessa l'attività nel 2003, segnando la fine di un'epoca e di un marchio che ha lasciato un'impronta indelebile nella storia della musica italiana.

## Farfisa ed il Rock

### Primi usi nel Rock'n'Roll e nel Progressive
Uno dei primi gruppi ad usare e portare alla ribalta il suono acido del sintetizzatore Farfisa furono i Sam the Sham and the Pharaos con la loro prima hit Wooly Bully nell'estate del 1965. Nel 1966 il suono Farfisa era presente nel brano Double Shot (Of My Baby's Love) dei californiani The Swingin' Medallions.
In quegli anni l'uso del Farfisa si confonde con l'uso del Vox Continental (di marchio inglese, ma assemblato negli stabilimenti Eko). Rod Argent degli Zombies fu fotografato in un concerto con un Farfisa, anche se nelle registrazioni in studio il synth usato è un Vox. Eventi simili sono riscontrabili per Doug Rhodes dei The Music Machine e Strawberry Alarm Clock, o Augie Meyers di Sir Douglas Quintet, che utilizzava quasi certamente un Vox.

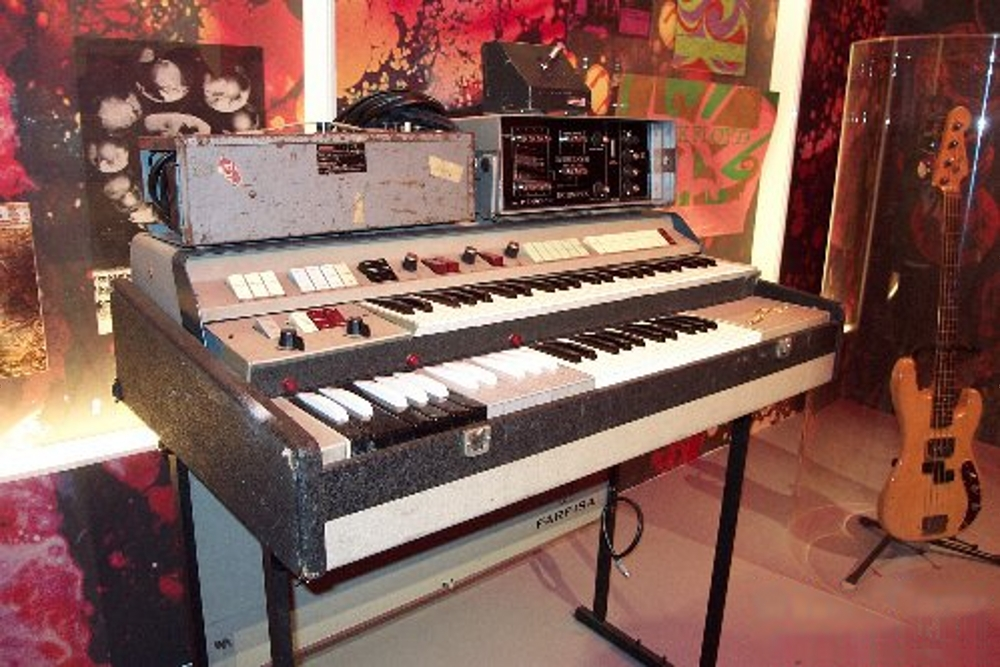
Foto della mostra "Pink Floyd Interstellar" alla Cité de la Musique di Parigi

Spooner Oldham, organista per gli studi di registrazione Muscle Shoals Sound Studio, suona un Farfisa nei brani When a Man Loves a Woman di Percy Sledge e in I Never Loved a Man (The Way I Love You) di Aretha Franklin. Si riconosce distintamente il suono di una Compact nell'accompagnamento e nell'assolo di Gimme Little Sign di Brenton Wood.
Il modello Compact Duo fu ampiamente utilizzato (sempre abbinato ad un effetto eco Binson Echorec) da Richard Wright dei Pink Floyd nei primi album del gruppo e nei relativi concerti, come testimoniano le immagini del film-concerto Pink Floyd Live at Pompei del 1972.
Sly Stone dei Sly & the Family Stone suonava un Farfisa a Woodstock e nelle registrazioni in studio.
Hugh Banton utilizzò, insieme a un Hammond serie E100, una Farfisa Professional 221 nei Van Der Graaf Generator. La sua presenza è evidente in vari filmati dell'epoca e il suo suono è in primo piano nei primi album del gruppo, risalenti agli anni 1968-1972.
John Paul Jones dei Led Zeppelin ha utilizzato un Farfisa serie VIP in Dancing Days, sfruttandone l'effetto Syntheslalom. In un'altra registrazione del 1970 A Tribute to Jack Johnson di Miles Davis, Herbie Hancock suona un Farfisa rotto.
Anche l'eclettico musicista britannico Mike Oldfield in alcuni suoi lavori risalenti alla prima parte della sua carriera (es. Tubular Bells, Hergest Ridge e Incantations) ha fatto largo uso di tastiere Farfisa.

### Uso più tardivo

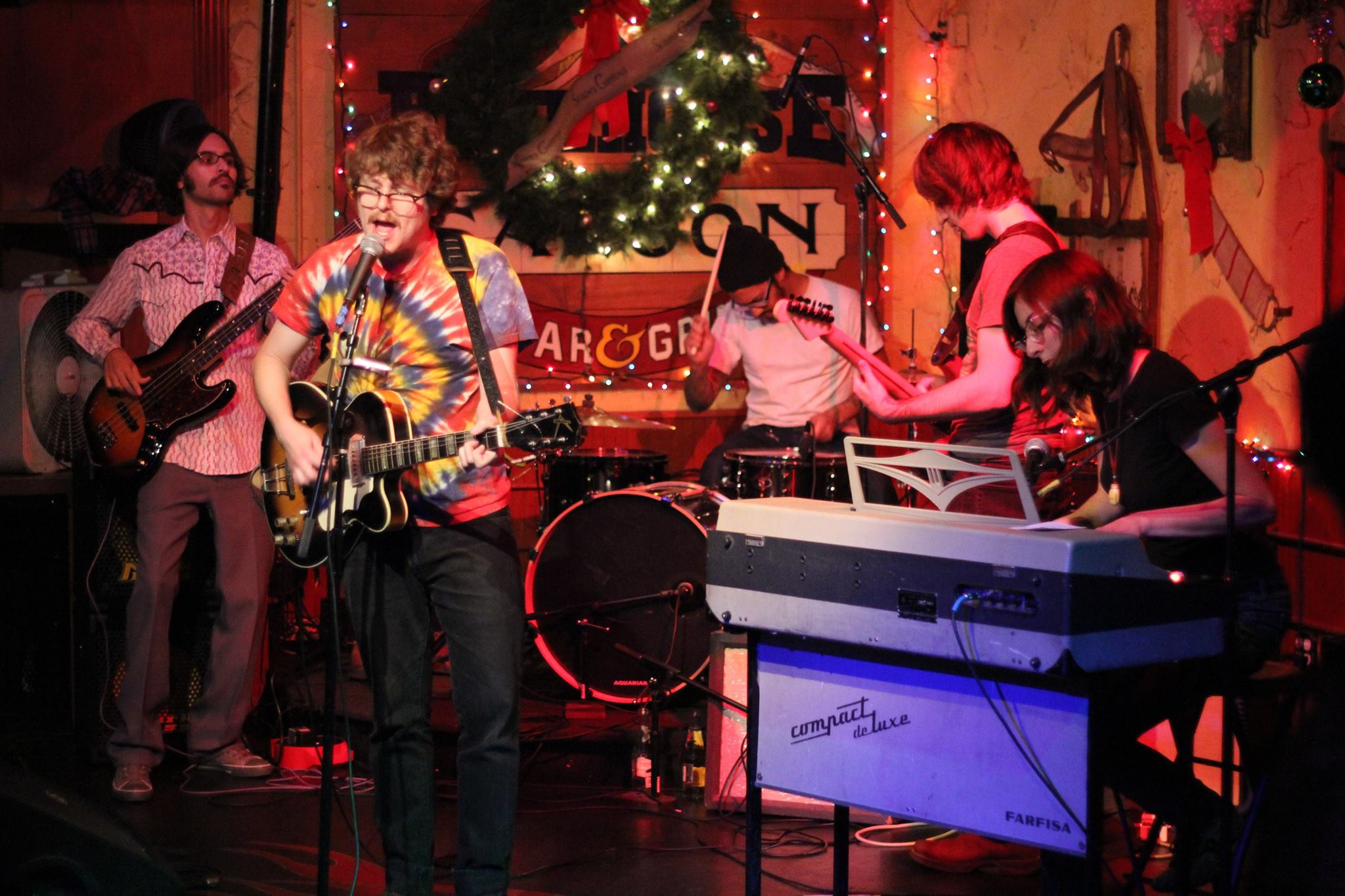
I Same Sex Mary con il loro Farfisa Compact de luxe

Con l'avvento dei sintetizzatori, molti pensarono che l'organo elettronico combo fosse divenuto uno strumento ormai obsoleto, ma il tempo dimostrò il contrario: alla fine degli anni '70, con i vecchi modelli sempre più economici, numerose band punk e new wave (in particolar modo quelle influenzate dal garage rock e rock psichedelico) come Blondie, The B-52's, Suicide, The Fleshtones, Squeeze, Human Centralino e Talking Heads, tornarono a utilizzare tale strumento. Forse il più famoso brano che ha caratterizzato la Farfisa in questo periodo è stato Crocodile Rock di Elton John.
Il suono Farfisa è oggi utilizzato per conferire un suono anni '60, ed è apparso di recente su album di artisti come The Mummies, Dengue Fever, Electrelane, Green Day, Screeching Weasel, Krist Novoselic, The Walkmen, Jonathan Fire Eater, Death Cab for Cutie, The Blood Brothers, Smash Mouth, Apse, Stereolab, The Brian Jonestown Massacre, The American Analog Set, Cadallaca, Spiritualized, Tom Waits, Yo La Tengo, The Defectors, Neptune Towers, The Charms, Magic Hero vs. Rock People, The Artificial Sea, The Murder City Devils, The Black Keys, and The Budos Band. Clint Boon della band di Manchester Inspiral Carpets era famoso anche per l'utilizzo di un Farfisa, che caratterizzava il sound della band. Il nome del marchio Farfisa, nel frattempo, continua ad apparire sulle contemporanee tastiere MIDI.

## Serie

### Serie Compact (1964 - 1969)
La serie Compact era composta da quattro modelli.

#### Mini-compact
Il Mini-Compact è il più piccolo della serie Compact. Ha solo quattro ottave, senza il basso sulle prime versioni, mentre la versione successiva aveva un selettore per assegnare alla prima ottava il basso o il discanto (registri acuti); questi modelli di seconda serie presentavano la prima ottava con i tasti delle note naturali in grigio con diesis bianco. I modelli di prima produzione erano solo a 3 registri, mentre le versioni successive avevano 6 registri.
- I primi modelli (Mini-Compact, Mini-Compact Deluxe) Tre interruttori tono: Dolce, Principale, Archi
- Gli ultimi modelli (Mini-Compact Deluxe I ): 16 'Bass; 8' Flauto, Oboe, String; 4 'flauto e archi
- Tre piedaggi (tre diverse altezze del suono): 16', 8', 4'
- Effetto Multi Tone Booster con comando a ginocchiera, sonorità dolci a riposo che diventano senza soluzione di continuità molto aspre con ginocchiera tutta azionata.
- Uscita cuffie con Jack 1/4" (solo per cuffie ad alta impedenza, 2kohm)
- Pedale d'espressione (Swell Pedal) opzionale.
- Gambe smontabili che si ripongono in apposito vano all'interno del coperchio inferiore (tutti gli altri modelli usano gambe pieghevoli non rimovibili ed entrocontenute nel case)

Il modello è stato utilizzato da Mike Mills (REM), Kate Radley di Spiritualized e da Steve Reich nel suo pezzo Four Organs. Il modello è stato usato da Philip Glass su alcune delle sue prime registrazioni, anche Einstein on the Beach; Glass è ancora in possesso del suo Farfisa Mini-Compact a partire dal 2018.

#### I primi Compact (Combo Compact)
Questa è stata la prima serie introdotta sul mercato, fra il tardo 1963 e il 1964. Il suo generatore interno di note è stato progettato dai tecnici Vito Croce e ing. Giovanni Osnato, con la collaborazione musicale del M.o Gianfelice Fugazza. Il generatore, con la sua timbrica distintiva, potenziale via di mezzo fra organo a canne e armonium, è comunque nato anche dallo studio fatto su di un organo Wurlitzer, comprato nel 1962 negli Stati Uniti dall'allora presidente della Farfisa Paolo Settimio Soprani. Lo stesso generatore, con poche varianti, è stato utilizzato in tutta la serie Compact, nella fisarmonica (la prima) totalmente elettronica Transicord  e in diversi modelli a console con amplificazione interna, come il Foyer, Rhapsody, Ballata, 5020 e altri.
Caratteristiche:
- Colori del mobile: Rosso/nero o grigio/nero
- Manuale di 5 ottave con la prima ottava assegnata al basso e con i colori invertiti (note naturali nere, alterazioni bianche).
- 16' Bass, Strings
- 8' Flauto, Oboe, Tromba, Archi
- 4' Flauto, Piccolo, Archi
- 3 registri per il vibrato (On/Off, Light/Heavy, Slow/Fast)
- 2 registri di riverbero (On/Off, Med./Long)
- 3 registri per il volume dei bassi (P, PF, F)
- Multi-Tone-Booster, modulato da ginocchiera. Quando inserito, permette di passare senza soluzione di continuità da sonorità dolci fino a suoni molto aggressivi e aspri.
- Pedale Swell (espressione)
- Uscita cuffie Jack 1/4 " (solo per cuffie ad alta impedenza: 2kohm)
- Preamplificatore a tubi (2x ECC83/12AX7) e riverbero a molla proprietario, comandato da trasduttori piezoelettrici
- Uscite indipendenti Bass e Treble via Jack 1/4"
- Pannello posteriore con comandi per la regolazione dei toni bassi, acuti, volume della sezione basso e volume generale.

#### I Compact ultima serie (Combo Compact I 1968)
Stesse caratteristiche del modello precedente a eccezione di:
- Prime due ottave inferiori assegnate al basso e suddivisibili (split):  la prima ottava era permanentemente assegnata al basso (note naturali in nero, alterazioni bianche), la seconda ottava (note naturali in grigio, alterazioni bianche) era controllabile da un Tab-Switch dedicato (interruttore a placchetta "Grey Keys Selector" Bass/Treble) per la sua assegnazione al basso esteso o al discanto, ovvero il gruppo dei registri acuti
- Controllo a Tab-Switch per la timbrica del basso: Soft/Sharp.
- Inviluppo Percussion assegnabile al basso e alla seconda ottava, se commutata in "Bass";  con questa funzione era possibile emulare il pizzicato di un contrabbasso.

Compact Deluxe
Caratteristiche:
- Manuale 5 ottave, con le prime due ottave di basso/assegnabile (la prima ottava presenta note naturali nero/alterazioni bianche, la seconda grigio/bianco) sul lato sinistro della tastiera. In particolare,  la seconda ottava era controllabile da un Tab-Switch dedicato ("Grey Keys Selector" Bass/Treble) per la sua assegnazione al basso o al discanto, ovvero il gruppo dei registri acuti della parte destra della tastiera.
- Controlli a Tab-Switch per la timbrica ("Soft/Sharp") del basso e per il suo inviluppo percussivo (Percussion, con selettore decay Short/Long).
- Funzione Percussion (inviluppo percussivo) assegnabile indipendentemente sia al basso che al discanto.
- 16' Bass, Archi
- 8' Flauto, Oboe, Tromba, Archi
- 4' Flauto, Archi
- 2-2/3' (timbro via di mezzo tra Flauto e Nazardo) con Tab-Swicth "Brilliant" dedicato per schiarirne il timbro e volume. Nella primissima serie Deluxe, introdotta nel 1966, questo registro non era presente.
- 3 registri di vibrato (On/Off, Light/Heavy, Slow/Fast)
- Preamplificatore a tubi (2x ECC83/12AX7) e riverbero a molla proprietario, comandato da trasduttori piezoelettrici.
- 2 impostazioni di riverbero (On/Off, Med/Long)
- Multi Tone Booster commutabile con interruttori a placchetta e comandato da ginocchiera (Knee Lever). Permette di passare senza soluzione di continuità da sonorità dolci fino a suoni molto aggressivi e aspri.
- Pedale di comando Swell (espressione)
- Uscite separabili Bass e Treble via Jack 1/4"
- Jack 1/4" Uscita cuffie (solo per cuffie ad alta impedenza, 2kohm)
- La versione di ultima produzione (Combo Deluxe Compact I, 1968) comprende anche una sezione ritmica di spazzole/piatti e tamburo, inseribile con i relativi Tab Switches (interruttori a placchetta) e comandata dalla pressione della stessa tastiera, senza automatismi di sorta.

#### Compact Duo
Prodotto in due serie diverse, si può considerare l'unione di una Compact Deluxe (manuale superiore) con una Minicompact prima serie (manuale inferiore), ma addizionato di ulteriori effetti e con diverso routing dei segnali interni. È il più famoso della serie Compact, essendo stato utilizzato dagli Stereolab, da Al Kooper dei Blues Project, da Michael MacNeil dei Simple Minds, da Richard Wright dei Pink Floyd e da Clint Boon degli Inspiral Carpets.
Caratteristiche:
- Realizzazione a due manuali disposti a spinetta. Manuale superiore di quattro ottave con 9 selettori (Tab-Switches): 16' basso, archi, 8' Flauto, Oboe, Tromba, Archi, 4' Flauto, Archi, Mixture 2-2/3' + 2' (timbro via di mezzo Flauto/Nazardo) con Tab dedicato "Brilliance". Il Compact Duo appartenente alla seconda serie perde il selettore Mixture 2' 2/3 + 2' ,  sostituito con un selettore a singola voce 2' 2/3, (circa Flauto/Nazardo), uguagliando la dotazione di registri a quella della Deluxe.
- Manuale inferiore a quattro ottave con tre registri: Dolce 8', Principale 8', Ottava 4'
- Prime due ottave del manuale inferiore dedicate al basso/splittabile, la prima ottava presenta note naturali nero/alterazioni bianche, la seconda grigio/bianco. In particolare,  la seconda ottava è controllabile da un Tab-Switch dedicato ("Grey Keys Selector" Bass/Treble) per la sua assegnazione -split- al basso o al discanto (ovvero al gruppo dei registri acuti). Lo stato della suddivisione è in questo modello visibile attraverso lampadine la cui loro accensione delimita il confine fra Bass e Treble.
- 3 impostazioni di vibrato (On/Off, Light/Heavy, Slow/Fast)
- Tab Switch per l'inserzione del riverbero, il cui volume è regolabile sul preamplificatore separato (F/AR)
- Multi Tone Booster modulato da ginocchiera (Knee Lever). Permette di passare senza soluzione di continuità da sonorità dolci fino a suoni molto aggressivi e aspri.
- Pedale d'espressione (Swell pedal).
- 1/4" uscita jack Basso
- Manopole per il controllo dei volumi della sezione basso e del manuale inferiore.
- Controllo della tonalità del basso con selettore Soft/Sharp.
- La seconda serie Duo perde il registro Mixture 2' 2/3 + 2', sostituito con la sola voce 2' 2/3, ma incorpora anche l'effetto Tremolo, l'inviluppo Percussion con funzione Percussion Repeat, assegnabili indipendentemente al manuale superiore e inferiore.
- A differenza di altri organi della serie Compact, i modelli Compact Duo richiedono un alimentatore separato, che include anche un preamplificatore a stato solido con incorporata anche una unità di riverbero a molla di costruzione Hammond  (il preamplificatore è chiamato Farfisa F/AR). L'organo si connette al F/AR tramite un cavo multi-conduttore, cavo che nella versione americana utilizza un connettore a 7 pin Amphenol, mentre i modelli europei utilizzano un connettore Preh multipolare. Il preamplificatore comprende i comandi di volume, toni bassi e acuti e il volume riverbero. Alcuni modelli di amplificatore Farfisa, tra i quali il TR-60, svolgono anche  la funzione del F/AR. Da notare infine che lo stesso alimentatore/preamplificatore è richiesto anche per il funzionamento della fisarmonica Transicord.

### Serie FAST e Professional (1968 - 1971)
I modelli della serie FAST (Farfisa All Silicon Transistor) presentavano telaio interno metallico, finitura esterna a pannelli metallici ricoperti di similpelle lavabile e bordi di plastica, gambe pieghevoli cromate, maniglie da trasporto retrattili e leggio removibile. La nuova produzione era costituita da una serie di organi combo (FAST 2,3,4,5, Console), e una Professional (P221, Duo, e pianoforti) pure trasportabili, serie che condividono gran parte dell'elettronica interna, riprogettata per l'occasione. In sintonia con l'evoluzione dei gusti musicali dell'epoca, offrivano sonorità alquanto differenti dalla precedente serie Compact, sonorità che potevano andare, in special modo nelle Professional, da una emulazione simil-Hammond fino a timbriche aspre e spigolose da organi combo e sinth. In base al modello, vi erano installati anche nuovi effetti di Sustain e inviluppo percussivo (Percussion), assegnabili a gruppi di registri dedicati. L'estensione delle tastiere era di 4 ottave nei FAST 2 e 3, 5 ottave nei FAST4, 5 e nei Professional.
- FAST 2 (4 ottave, un solo piedaggio, 4 Tabs per filtri voce, amplificazione e altoparlante integrati nel mobile, generatore ad onda quadra.)
- FAST 3 (4 ottave, prima ottava basso commutabile ai registri discanto, 3 piedaggi, 7 Tabs registri voce, il generatore suoni di questo modello condivide ancora diversi elementi della serie Compact e ne produce suoni similari)
- FAST 4 (5 ottave, 5 piedaggi, 10 Tabs registri voce, basso splittabile, 5 Tabs per effetto inviluppo Percussion, il generatore suoni è ad onda quadra)
- FAST 5 (come FAST 4, con aggiunta della sezione di voci Sustain)
- Professional P221 (5 ottave, 8 piedaggi, 4 rank indipendenti di registri voce: Flutes, Clarinet/Sharp, Percussion e Sustain; Vibrato di fase assegnabile in maniera indipendente sulle quattro sezioni, mixer voci a slider e levette per il Cancel, generatore suoni ad onda quadra)
- Professional Duo (due manuali 5 ottave, condivide voci ed effetti della P221)
- Professional Piano (5 ottave, Interruttori a levetta per suoni di Piano, Harpsichord, Clavicord, Banjo, Special Effect, comandi aggiuntivi per splitting della tastiera e regolazione del decay)
- Superpiano

### Serie VIP
Questa serie, introdotta nel tardo 1970 e mantenuta in produzione via via con nuovi modelli o rivisitazioni tecniche/estetiche fino al 1979, eredita molte caratteristiche e sonorità (generatore ad onde quadre) soprattutto della precedente serie Professional ma, pur introducendo nel tempo nuovi effetti speciali  (voci percussivo-sustain polifoniche come Piano, Harpsicord; effetto Syntheslalom, che con il suo glissando a salire ricorda l'effetto di portamento dei sintetizzatori) è ancora più tesa all'inseguimento di sonorità Hammond, pur presentando anche registri dal suono squillante e spigoloso (Clarinet, Sharp, Mixture). In luogo di placchette (Tab Switch) o levette dei registri, sono infatti utilizzati in quasi tutti i modelli (dal 345 in poi) dei tiranti (Drawbars), con i quali è possibile regolare e variare senza soluzione di continuità il volume di ogni registro/piedaggio, similmente a quanto avviene in un organo Hammond.
- VIP 200
- VIP 202
- VIP 205 e VIP 205 r
- VIP 233 utilizzato da Göran Fritzon del gruppo svedese Gyllene Tider.
- VIP 345 (riprogettazione del Professional con introduzione dei primi circuiti integrati), utilizzato da Susan Dey nel film La Famiglia Partridge di Bernard Slade.
- VIP 255 usato da John Paul Jones dei Led Zeppelin, lo si sente nel brano Dancing Days, dall'album Houses of the Holy.
- VIP 370 (riprogettazione/nuovo design estetico del VIP345)
- VIP 400 (due manuali 4 ottave a spinetta, riprogettazione con IC del Professional DUO ) utilizzato da Edgar Froese dei Tangerine Dream
- VIP 500 (simile al VIP 400, ulteriori dotazioni aggiunte)
- VIP 600 (migliorie, estensioni e aggiunte di effetti su base VIP 500, manuale inferiore esteso a 5 ottave e destinato ai soli suoni percussivo-sustain polifonici) utilizzato da Michael MacNeil dei Simple Minds.

### Tastiere multitimbriche e sintetizzatori
Vanno ricordate alcune tastiere multi-timbriche, ovvero dei sintetizzatori semplificati, dotati di sezioni monofoniche e polifoniche e con preset vari, prodotti in vari modelli e periodi che vanno dal 1975 fino al 1983: Synthorchestra, Synthorchestra 4, Polychrome, Soundmaker, quest'ultimo venne utilizzato anche da Tony Banks dei Genesis.
- Synthorchestra (1975, manuale 3 ottave, sezione monofonica con un VCO, sezione polifonica con diversi preset e controlli a slider)
- Synthorchestra 4 (1980, manuale 4 ottave, sezione monofonica con un DCO, sezione polifonica con diversi preset e controlli a slider)
- Soundmaker (1980, manuale 5 ottave parzialmente splittato, sezione monofonica con un DCO, sezione polifonica con diversi preset e controlli slider)

## FARFISA Edizioni Musicali (BERBEN)
Parallelamente alla produzione di strumenti musicali, la Farfisa diede vita al CDMI (Centro Didattico Musicale Italiano), nato per creare una nuova didattica, "dinamica" moderna per lo studio della fisarmonica e proporre un repertorio originale da concerto espressamente concepito per questo strumento: grandi compositori scrissero metodi per fisarmonica, oltre a varie composizioni ed opere didattiche per la FARFISA Edizioni Musicali. Nacque anche la rivista musicale “Fisarmonica”, oggi diventata “Strumenti&Musica”. In seguito, con il nascere e lo svilupparsi della produzione di organi elettrici, la FARFISA Edizioni Musicali si dedicò alla pubblicazione di composizioni anche per questi nuovi strumenti.
Il musicista, pianista, fisarmonicista e compositore Bio Boccosi assunse la carica di Redattore Capo e direttore artistico. Curò in modo particolare le Edizioni musicali Farfisa. A questo proposito basta ricordare la collaborazione con i musicisti Lino Liviabella, Gianfelice Fugazza, Vittorio Melocchi, Franco Alfano, Emilio Cambieri Luigi Ferrari Trecate, Luciano Fancelli, Adamo Volpi, Wolmer Beltrami, Italo Salizzato Efrem Casagrande e lo stesso Bio Boccosi, i quali composero molti brani per fisarmonica da concerto.

Vecchia stampa del 1965 delle Edizioni Musicali Farfisa Milano-Ancona

### Le principali composizioni originali per Fisarmonica
- Nenia, Franco Alfano 195
- Ninna Nanna, Pietro Argento 168
- Galoppo alla russa, Barimar 370
- Casatia czardas, Rolando Bernini 109
- Rapsodia azzurra, Bio Boccosi 110
- Rapsodia d'autunno, Bio Boccosi
- Accordion boogie voogie, Elio Boschello,Bon 412
- Trittico polifonico, Emilio Cambieri 322
- Carovana rossa, Giuseppe Caringi 613
- Umoresca, Danilo Errico 465
- Tre Impressioni, Luciano Fancelli 163
- Pupazzetti, Luciano Fancelli 229
- Mosaico espanol, Gianfelice Fugazza 154
- Preludio e fuga, Gianfelice Fugazza 111
- Danza dei fantasmi, Gianfelice Fugazza 140
- Cinque valzer musette, Italo Salizzato 604
- Quattro danze sudamericane, Italo Salizzato 656
- Pantomina umoristica, Luigi Ferrari Trecate 206
- Occktail, Luigi Ferrari Trecate 277
- Preludio e fuga, Felice Fugazza 111
- Zingaresca, Vittorio Melocchi 129
- Moto perpetuo, Adamo Volpi 108
- Fileuse, Adamo Volpi 130
- Suite pour Eva Italo Salizzato
- Variazioni trimatiche, Efrem Casagrande 489
- Ouverture italiana, Lino Liviabella 153

### Le principali composizioni originali per Organo e Tastiere elettroniche
- Blues for you, Franco Chiari 2303
- Due pezzi, Sandro Garbatini 2342
- Acapulco, Roberto Giorgi 2339
- Dieci arie, Luigi Giudici 1827
- Coven park, Adalberto Guzzini 1663
- Fantasia brasiliana, Adalberto Guzzini 2288
- Jazzman swing, Adalberto Guzzini 2230
- Luci di Parigi, Adalberto Guzzini 2157
- Maracaibo, Adalberto Guzzini 1625
- The glass is falling, Adalberto Guzzini 1607
- Due pezzi facili, Santi Latora 1947
- Interludio e novelletta, Santi Latora 2147
- La caccia, Santi Latora 1773
- Tre divertimenti, Santi Latora 2027
- Tre momenti, Santi Latora 1609
- Tre pezzi facili, Ferruccio Premici 2331
- Four roses, Tivegnas 2109

## Archivio
L'archivio della ditta Farfisa è stato acquisito dal Comune di Camerano intorno al 2005, in concomitanza con la demolizione della sede della stessa situata ad Aspio Terme di Camerano. Essa è conservata nel fondo Farfisa. Fabbriche riunite fisarmoniche italiane spa di Camerano (estremi cronologici: 1946-1984), e comprende documentazione contabile e amministrativa, progetti, brevetti, disegni, corrispondenza, materiale e manifesti pubblicitari, materiale fotografico, bobine, documenti sonori.